# Hans Günter Wolf
Hans Günter Wolf (* 9. November 1935 in Beeskow; † 2. Oktober 2020 in Berlin-Buch) war ein deutscher Fallschirmspringer.

## Leben
Nach seinem 8-Jährigen Besuch der Beeskower Volksschule lernte er den Beruf des Kfz-Schlossers in seiner Heimatstadt.
Schon früh begeisterte er sich für den Luftsport und war seit 1958 Mitglied des Sportclubs Dynamo. Er absolvierte am 4. Juni 1958 seinen ersten Sprung vom Fallschirmsprungturm in Berlin-Friedrichshain.
Während seiner Karriere als Leistungssportler konnte er als Mitglied der DDR-Nationalmannschaft zahlreiche Rekorde erzielen und wurde mehrfach ausgezeichnet. Er war der erste Springer der DDR der 2.000 Fallschirmsprünge absolvierte und erzielte insgesamt 12 Deutsche Rekorde und 12 Weltrekorde. In Summe absolvierte er 2.087 Fallschirmsprünge im Zeitraum zwischen 1958 und 1969. Im Jahr 1970 beendete er seine Leistungssportkarriere und begann ein Studium zum Sportpädagogen an der DHfK in Leipzig. Zuletzt arbeitete er als Sportstättenleiter in Berlin-Hohenschönhausen, bevor er 1992 in den Vorruhestand ging. Hans Wolf war der Vater des FDP-Politikers Christian Wolf.

## Sprungstatistik
- Anzahl der Turmsprünge: 16
- Anzahl der Fallschirmsprünge: 2087
- Anzahl der Zielsprünge als Nullsprünge (Zielmitte): 111
- Anzahl der Figurensprünge: 368
- Beste Zeit beim Figurenspringen: 10,5 s (27. April 1966 in Schönebeck)
- Anzahl der Testsprünge: 127
- Anzahl der Filmsprünge: 18
- Anzahl der Nachtsprünge: 54
- Anzahl der Wassersprünge: 4
- Anzahl der Höhensprünge: 4
- - Höchster Sprung 4600 m (77 s Verzögerung)
- - Niedrigster Sprung 400 m (Sofortöffnung)
- Anzahl der Stafettensprünge: 28
- Anzahl der Schlangensprünge: 3
- Anzahl der Stadionsprünge: 3
- Anzahl der Sternsprüngen: 1

## Anzahl der Rekorde
12 Deutsche Rekorde
12 Weltrekorde

## Die größeren nationalen Erfolge
- Deutscher Meister Gruppenzielspringen 1963,
- Deutscher Vizemeister Gruppenzielspringen 1963,
- 3. Platz bei der Deutschen Meisterschaften 1963 und 1965
- Sieger des Messepokals 1966 in Leipzig

## Die größeren internationalen Erfolge
- 2. Platz beim internationalen Wettkampf in Eggersdorf 1959,
- 10. Platz (Gesamteinzelwertung) beim Adria-Cup 1963,
- Mannschaftssieger beim Zmatlikpokal in Hořice (CSSR) 1963,
- Mannschaftssieger beim intern. Wettkampf in Leipzig (01.-06.10.65)

## Sprungjubiläen
- 500 am 19. Mai 1962 in Schönhagen
- 1000 am 6. Mai 1964 in Schönebeck
- 1500 am 14. September 1965 in Karl-Marx-Stadt
- 2000 am 12. April 1968 in Magdeburg als erster Springer der DDR

## Sonstige Auszeichnungen
- Fallschirmsprungabzeichen: 27. Juni 1959
- Fallschirmsprungleistungsabzeichen in Bronze
- Fallschirmsprungleistungsabzeichen in Silber: 10. Mai 1960
- Fallschirmsprungleistungsabzeichen in Gold: 10. Juli 1962 (Nr. 24)
- Instrukteur Stufe 3: 19. November 1959
- Sportler 1. Klasse: 31. August 1960
- Ehrentitel „Meister des Sports“: 16. Dezember 1961